# 리플레이뮤직
리플레이뮤직(Leaplay Music)은 2009년 설립된 대한민국의 음반사이다. 본래는 주로 해외 음반의 라이센스 발매와 공연 관련 사업을 하다가 국내 밴드들을 영입하여 인디 레이블로써 활동하고 있기도 하다. 마이티 코알라와 스타리 아이드 등이 소속되어있다.

## 소속 음악인
- 마이티 코알라
- 스타리 아이드
- 정재일
- 하비누아주